# Fred Schepisi

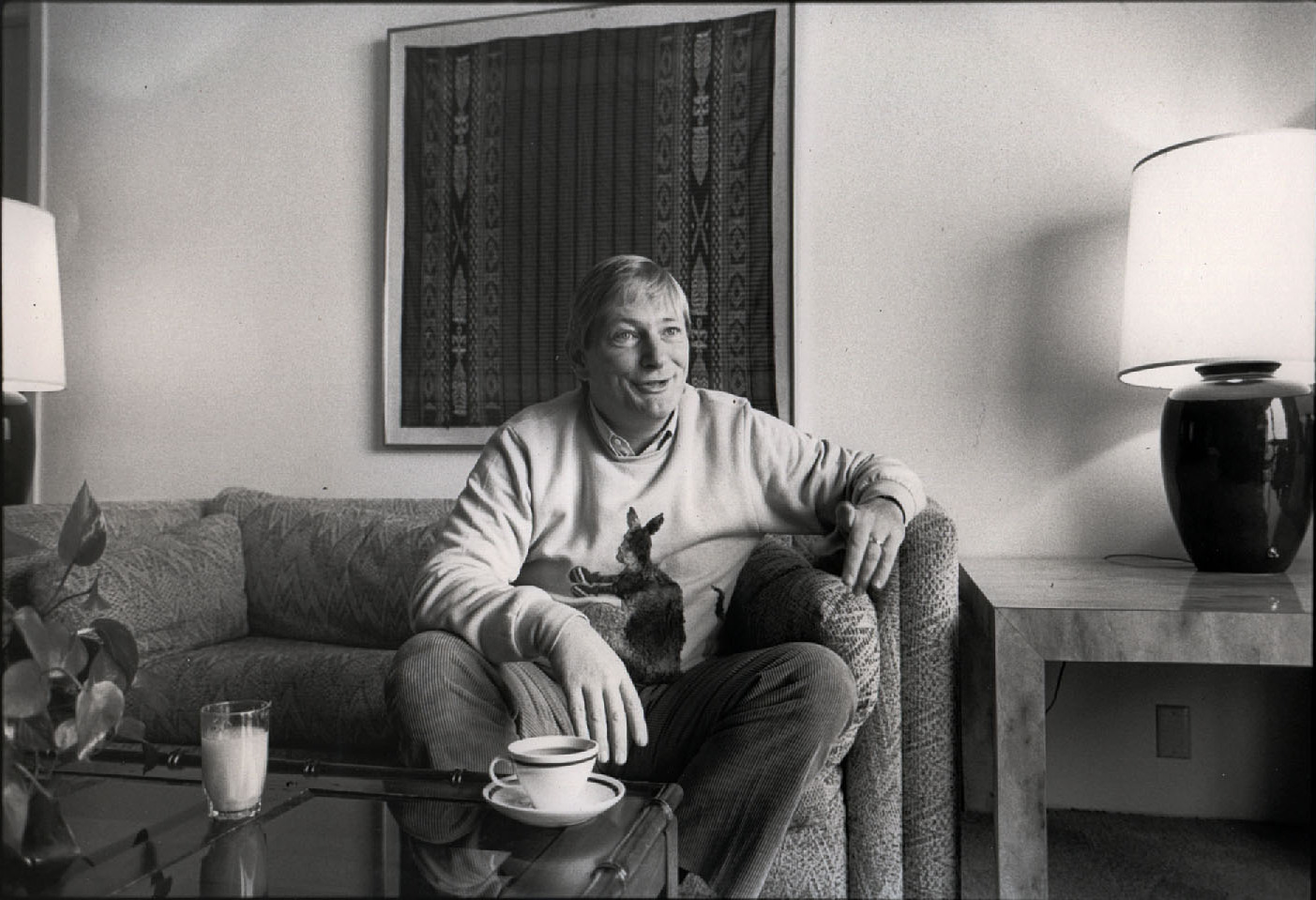
Fred Schepisi (1984)

Fred Schepisi (Melbourne, 26 de dezembro de 1939) é um realizador, produtor e argumentista australiano, autor de alguns filmes de sucesso feitos em Hollywood.

## Biografia
Começou por realizar "spots" comerciais e documentários, antes de se lançar na ficção. Realizou a sua primeira longa-metragem em 1976, The Devil's Playground. No início da década de 1980, partiu para os Estados Unidos, onde dirigiu alguns filmes que obtiveram sucesso internacional, tais como Plenty, Roxanne, The Russia House e Mr. Baseball.

## Filmografia (só como realizador)
- 1976: The Devil's Playground
- 1978: The Chant of Jimmie Blacksmith
- 1982: Barbarosa
- 1984: Iceman
- 1985: Plenty  (br: Plenty, o mundo de uma mulher / pt: Plenty, uma história de mulher)
- 1987: Roxanne (pt: Roxanne)
- 1988: Evil Angels / A Cry in the Dark (br: Um grito no escuro / pt: Um grito de coragem)
- 1990: The Russia House (br/pt: A casa da Rússia)
- 1992: Mr. Baseball (br: Um peixe fora d'água / pt: De olhos em bico)
- 1993: Six Degrees of Separation (br/pt: Seis graus de separação)
- 1994: I.Q. (br: A teoria do amor)
- 1997: Fierce Creatures (br: Ferocidade máxima / pt: Criaturas ferozes)
- 2001: Last Orders (br: O último adeus)
- 2003: It Runs in the Family (br: Acontece nas melhores famílias)
- 2005: Empire Falls (TV)